# Élodie Bouchez
Élodie Bouchez (Montreuil, Sena Saint-Denis, 5 d'abril de 1973) és una actriu francesa de cinema i televisió guanyadora de dos premis César; un el 1995 per Els joncs salvatges d'André Téchiné i un altre el 1998 per La vida somiada dels àngels d'Erick Zonca, i del premi a la millor interpretació femenina a Canes el 1998 per La vida somiada dels àngels juntament amb Natacha Régnier.

## Biografia
Neix a Montreuil i estudia en l'institut de Saint Thomas d'Aquin abans d'estudiar art dramàtic en la Université de Paris X Nanterre. Va començar com a ballarina, però temps més tard es va decantar pel cinema amb Stan the Flasher de Serge Gainsbourg i Le Cahier volé de Christine Lipinska, on va tenir el seu primer paper principal. És mare de dos fills, Tara-Jay i Roxan, amb el seu espòs, Thomas Bangalter, membre i fundador juntament amb el seu company Guy Manuel de Homem-Christo de la mateixa procedència, del duo de música electrònica Daft Punk.
André Téchiné s'adona del seu talent en Le Péril jeune (de Cédric Klapisch) i li ofereix un dels papers principals de Les Roseaux sauvages, que més tard li val el César a la millor esperança jove femenina el 1995. Durant la presentació de la pel·lícula, coneix a Stéphane Rideau i Gaël Morel, amb qui forma el trio de À toute vitesse el 1996.
El seu registre interpretatiu és bastant ampli: fa de muda en Clubbed to Death de Graham Guit, de drogoaddicta en Le Ciel est à nous i participa en produccions independents com Louise (take 2) el 1997. El 1998, comparteix amb Natacha Régnier el protagonisme en La Vie rêvée des anges d'Erick Zonca, que els va valer a ambdues el premi a la millor actuació femenina del festival de Cannes el 1998.
El 1999, col·labora amb el seu company Jean-Marc Barr, a qui va conèixer en el rodatge de J'aimerais pas crever un dimanche (1998). Sota la direcció de Barr (i de Pascal Arnold), Bouchez apareix en Lovers, Too Much Flesh (amb Barr) i Being light, tres pel·lícules que conformen l'anomenada "Trilogie de la lliberté".
El 2000, comença la seva carrera als Estats Units amb Shooting vegetarians. Més tard apareix en CQ, primer film de Roman Coppola presentat a Cannes el 2000, i en America Brown el 2003. No ha abandonat el cinema francès i apareix en produccions com L Petit Poucet, d'Olivier Dahan, o Brice de Nice el 2005.
També ha aparegut en sèries de televisió com The L Word i ha dirigit un dels seus millors papers televisius amb la interpretació de Renée Rienne, una assassina a sou en la sèrie de televisió Alias.

## Filmografia
- 1989:

Stan the Flasher de Serge Gainsbourg
- 1992:

Le Cahier volé de Christine Lipinska
Tango de Patrice Leconte
- 1994:

Le Péril jeune de Cédric Klapisch
Les Roseaux sauvages d'André Téchiné
Les Mots de l'amour de Vincent Ravalec
Le Chêne et le roseau d'André Téchiné
- 1995:

Le Plus Bel Age de Didier Haudepin
- 1996:

La Divine poursuite de Michel Deville
La Propriétaire d'Ismail Merchant
A toute vitesse de Gaël Morel
Mademoiselle personne de Pascale Bailly
- 1997:

Louise (take 2) de Siegfried
Les Raisons du cœur de Markus Imhoof
Clubbed to Death (Lola) de Yolande Zauberman
Le Ciel est à nous de Graham Guit
Les Fantômes du samedi soir d'Olivier Dahan
- 1998:

J'aimerais pas crever un dimanche de Didier Le Pêcheur
Les Kidnappeurs de Graham Guit
La Vie rêvée des anges d'Érick Zonca
Je veux descendir de Sylvie Testud
Zonzon de Laurent Bouhnik
- 1999:

Lovers de Jean-Marc Barr
Meurtre d'une petite grue
Premières neiges (TV) de Gaël Morel
- 2000:

La Faute à Voltaire d'Abdellatif Kechiche
Too Much Flesh de Jean-Marc Barr
Shooting vegetarians de Mikey Jackson
The Beat nicks de Nicholson Williams
- 2001:

CQ de Roman Coppola
La Guerre à Paris de Yolande Zauberman
La Merveilleuse odyssée de l'idiot toboggan de Vincent Ravalec
Being light de Jean-Marc Barr
Le Petit Poucet d'Olivier Dahan
- 2002:

Le Pacte du silence de Graham Guit
- 2003:

Stormy weather de Solveig Anspach
America Brown de Paul Black
A quoi ça sert de voter écolo ? d'Ure Atika
- 2005: Brice de Nice de James Huth
- 2006: Ma place au soleil
- 2008: Seul two amb Eric et Ramzy
- 2010: The imperialists are still alive! de Zeina Durra
- 2010: Happy Few d'Anthony Cordier
- 2014: Réalité
- 2018: En bones mans de Jeanne Herry

## Premis
- 1995. César a la millor jove promesa femenina per Les roseaux sauvages (1994)
- 1998. Millor actriu al Festival de Canes per La vie rêvée des anges (1998), compartit amb Natacha Régnier
- 1998. Premi European Film a l'actriu europea per La vie rêvée des anges (1998), compartit amb Natacha Régnier
- 1999.	 César a la millor actriu per La vie rêvée des anges (1998)

## Nominacions
- 2000. Premi Chlotrudis a la millor actriu per La vie rêvée des anges (1998)